# Plumatella ganapati
Plumatella ganapati är en mossdjursart som beskrevs av Rao, Agrawal, Diwan och Shrivastava 1985. Plumatella ganapati ingår i släktet Plumatella och familjen Plumatellidae. Inga underarter finns listade i Catalogue of Life.